# Гаврило Иверски
Гаврило Иверски или Гаврило Иберски (10. век) је био грузијски православни монах. 
Прослављају га Грузијска православна црква и Грчка православна црква 12/25. јула а Румунска православна црква 13. маја. 

## Живот
Гаврило се замонашио у грузијском манастиру Ивирон на Светој Гори и тамо живео у периоду када је монашку заједницу предводио други грузијски светитељ Јован Иверски. Гаврило је водио строго религиозан и аскетски живот: носио је одећу од животињске длаке, пио само воду и већину времена ћутао, избегавајући да говори о светским темама и само о духовним питањима и Богу. Жељан самоће, лети се повлачио у дивље планине око манастира, где је живео у пећини, а зими се враћао у манастир.
Најпознатији догађај у Гавриловом животу био је проналазак иконе Панагија Портаитиса коју је, према Вити, извадио из мора када је већ био у старости. У светитељевим житијама се помиње да је неколико светогорских монаха видело икону како лебди усправно по мору, „у огњеном стубу“, а када су се чамцем приближили икона се удаљила од њих. Монаси су се молили Богородици, заштитници Свете Горе, а после тродневне молитве монах Гаврило је имао виђење у коме му је Богородица рекла да је он једини монах достојан да извади икону из воде. Повинујући се заповести Богородице, Гаврило је сишао на обалу мора и „загазио по воду као по сувом“, доневши икону на обалу, а затим у манастир Ивирон. Монаси који су се појавили донели су икону са великом чашћу у свој манастир и поставили је на олтар, али је икона сутрадан пронађена на зиду порте. Верујући да ју је неко од монаха извео из цркве, монаси су икону вратили у олтар, али је икона сутрадан пронађена на истом месту изнад порте, и овај догађај се поновио неколико пута. Богородица се поново јавила Гаврилу и рекла му да икону не носи у манастир, као што је био обичај, већ да је постави изнад улазне капије манастира. Због тога се икона назива „вратар/вратар“ (тј. Портаитиса). Гаврило је умро крајем 10. века и поштовали су га као свеца грузијски и други православни монаси. 
Акатист посвећен благочестивом Гаврилу написао је један грузијски монах из манастира почетком 19. века.